# Ehemalige evangelische Kirche Bisztynek
Die einstige Evangelische Kirche Bisztynek (deutsch Bischofstein) in der polnischen Woiwodschaft Ermland-Masuren ist ein neuromanischer Backsteinbau aus dem zu Ende gehenden 19. Jahrhundert. Bis 1945 war sie die Pfarrkirche für das Kirchspiel Bischofstein im ostpreußischen Ermland. Nach ihrer Profanierung dem Verfall preisgegeben, wird jedoch versuchsweise zu erhalten versucht.

## Geographische Lage
Bisztynek ist eine Stadt in der nördlichen Woiwodschaft Ermland-Masuren, gehörte bis 1945 zum Kreis Rößel und liegt heute im Powiat Bartoszycki (Kreis Bartenstein). Durch den Ort verläuft die polnische Landesstraße 57, und die Woiwodschaftsstraße 594 führt von Kętrzyn (Rastenburg) über Reszel (Rößel) nach hier.

## Kirchengebäude
Die evangelische Kirche in Bischofstein wurde in den Jahren 1883 bis 1888 anstelle eines 1803 erbauten Bethauses errichtet. Die Grundsteinlegung fand am 10. November 1883, dem 400. Geburtstag des Reformators Martin Luther, statt. Der massive Bau mit Turm und Apsis wurde am 29. November 1988 durch den Königsberger Generalsuperintendent Gustav Carus feierlich eingeweiht.
Das Kirchengebäude kam ohne große Schäden durch die Kriege, auch wenn 1945 seine Ausstattung geplündert und es am 29. Januar 1945 von der Roten Armee mit Maschinengewehrfeuer beschossen wurde, was an der Nordwand noch zu erkennen ist.
Das Gotteshaus diente nach 1945 nicht mehr kirchlichen Zwecken. Mitte der 1970er Jahre brannte das Gebäude, das damals als Möbellager hergehalten hat: das Dach brannte ab und die Dachkonstruktion brach über dem Kircheninneren zusammen. Auch ein Teil des Turms wurde Opfer der Flammen. In der Folgezeit verfiel das Bauwerk, bis sich im Jahre 2002 der römisch-katholische Pfarrer Stanisław Majewski des Gebäudes annahm. Die Kirche wurde von der evangelischen Kirche an die römisch-katholische Kirche übereignet. Bisher wurde das Dach wieder aufgebracht, die Turmschäden beseitigt und eine Elektroinstallation verlegt. Die Bauarbeiten schreiten langsam voran.

## Kirchengemeinde

### Kirchengeschichte
Festgelegt am 22. September 1625 unter Bischof Mauritius Ferber bestand im Ermland ein Siedlungsverbot für evangelische Christen. Mit der ersten polnischen Teilung von 1772 wurde das Ermland unter preußische Herrschaft gestellt und das Siedlungsverbot aufgehoben. 20 Familien bekannten sich damals in Bischofstein zur lutherischen Konfession, und sie erhielten 1773 das Recht, Gottesdienste im Saal des Rathauses zu feiern. Carl Friedrich Settegast aus Gallingen (polnisch Galiny) übernahm als Aushilfspfarrer den kirchlichen Dienst. 1803 wurde mit dem Bau eines Bethauses ein sehnlicher Wunsch der Gemeindeglieder erfüllt. Bereits seit 1775 trat in Bischofsstein ein Katechet seinen Dienst an. Er hatte die Stelle bis 1847 inne, bis der damals tätige Amtsinhaber Emil Kleist zum Pfarrer bestimmt wurde. Die damit errichtete Pfarrstelle bestand bis 1945.
Im Jahre 1858 lebten bereits 330 evangelische Kirchenglieder in Bischofstein und Umgebung. Nach 1881 regte sich der Wunsch eine eigene Kirche zu errichten. Der Bischofsteiner Kaufmann Hellwich schenkte der evangelischen Gemeinde ein Grundstück., und unter Pfarrer Albert Dreschoff wurde 1883 der Grundstein dazu gelegt.
Am 9. Dezember 1928 feierte die evangelische Gemeinde in Bischofstein ihr 155-jähriges Bestehen und das 40-jährige Jubiläum ihrer Kirche.
Bis 1945 war die Pfarre in Bischofstein dem Superintendenturbezirk Allenstein (polnisch Olsztyn) des Kirchenkreises Ermland in der Kirchenprovinz Ostpreußen der Kirche der Altpreußischen Union zugehörig. Zum Kirchspiel gehörten außer der Stadt mehr als 40 Dörfer, Ortschaften und Wohnplätze im Kreis Rößel, einige auch im Kreis Heilsberg.
Flucht und Vertreibung der einheimischen Bevölkerung setzten dem Leben der evangelischen Gemeinde in der nun „Bisztynek“ genannten Stadt ein Ende. Hier lebende evangelische Kirchenglieder gehören jetzt zur Pfarrei in Kętrzyn (Rastenburg) mit der Filialkirche in Bartoszyce (Bartenstein) in der Diözese Masuren der Evangelisch-Augsburgischen Kirche in Polen.

### Kirchspielorte
Bis 1945 gehörten zum evangelischen Kirchspiel Bischofstein die Stadt selbst sowie 42 Orte:
| Deutscher Name           | Polnischer Name        |  | Deutscher Name                         | Polnischer Name                           |  | Deutscher Name     | Polnischer Name |
| ------------------------ | ---------------------- |  | -------------------------------------- | ----------------------------------------- |  | ------------------ | --------------- |
| Begnitten                | Biegonity              |  | Linglack                               | Łędławki                                  |  | Schöneberg         | Wysoka Dąbrowa  |
| Damerau                  | Dąbrowa                |  | Mathes Höfchen                         | Maciejewko                                |  | Schönwalde         | Warmiany        |
| Fürstenau                | Księżno                |  | Mengen                                 | Mirosław                                  |  | Schulen            | Sułowo          |
| Gerthen                  | Kokoszewo              |  | Plausen                                | Paluzy                                    |  | Senkitten          | Sękity          |
| Glockstein               | Unikowo                |  | Plausen Waldhaus                       |                                           |  | Strauchmühl        | Krzewina        |
| Görkendorf               | Górkowo                |  | Polpen                                 | Połapin                                   |  | Sturmhübel         | Grzęda          |
| Grünhof                  | Zieleńce               |  | Porwangen                              | Pierwągi                                  |  | Thegsten           | Rokitnik        |
| Heinrichsdorf            | Wojkowo                |  | Prositten                              | Prosity                                   |  | Trautenau          | Trutnowo        |
| Johannisruhe             | Janowiec               |  | Regnitten                              |                                           |  | Trautenau Waldhaus |                 |
| Klackendorf mit Birkenau | Troszkowo mit Brzezina |  | Rheinmühl                              | Ryński Młyn                               |  | Trockener Wald     | Sucholasek      |
| Krausenstein             | Kukliki                |  | Rosenschön                             | Nowa Wieś Reszelska                       |  | Voigtsdorf         | Wójtowo         |
| Lackmedier Wald          | Starodębie             |  | Rudolfswalde                           | Młodocin                                  |  | Wangst             | Wągsty          |
| Landau                   | Lądek                  |  | Santoppen mit Bischdorf und Niedermühl | Sątopy mit Sątopy-Samulewo und Nisky Młyn |  | Wienken            | Winiec          |
| Lautern                  | Lutry                  |  | Schellen                               | Ryn Reszelski                             |  | Wuslack            | Wozławki        |

### Katecheten und Pfarrer

#### Katecheten
Nach der Aufhebung des Siedlungsverbots für evangelische Christen im Jahre 1773 übernahm ein Aushilfspfarrer aus Gallingen (polnisch Galiny) seinen Dienst in Bischofstein bis 1815 auf. Bereits ab 1775 wurden hier außerdem Katecheten tätig:
- Schrammek (1775–1777)
- Voegler (1777–1785)
- Abraham Becker (1787–1794)
- Christ. Leopold Stuber (1794–1797)
- Jacob Baehn (1798–1799)
- Karl Ludwig Floeß (1799–1800)
- Johann Gottlieb Brandt (1800–1807)
- Friedrich Wilhelm Kanntholtz (1815–1829)
- Gustav Adolf Leopold Schiller (1829–1835)
- Georg Wilhelm Petersen (1835–1844)
- Reinhold Ludwig Th. Giede (1844–1847)
- Emil Kleist (1847–1853)

#### Pfarrer
Im Jahre 1853 wurde für Bischofstein eine Pfarrstelle errichtet:
- Johannn Friedrich Rudolf Sand (1853–1865)
- Hermann Ludwig von Rozynski (1865–1872)
- Albert Dreschhoff (1872–1886)
- Eduard Korallus (1886–1894)
- Hugo Wolf (1895–1923)
- Erich Lackner (1924–1932)
- Franz Hecht (1933–1944)
- Joachim Hartmann (1944–1945)

### Kirchenbücher
Von den Kirchenbüchern der Pfarrei Bischofstein sind erhalten und werden im Evangelischen Zentralarchiv in Berlin-Kreuzberg verwahrt:
- Taufen: 1794–1798, 1801–1944
- Trauungen: 1798, 1801–1807, 1810–1814, 1816–1914, 1919–1943
- Begräbnisse: 1795–1797, 1807–1944
- Aufgebote: 1794–1798
- Kommunikanten: 1801–1944.